# Helene Herzog
Helene Herzog (* 27. Juni 2001 in Wien) ist eine österreichische Hockeyspielerin. Sie spielt beim KHC_Leuven sowie im österreichischen Damennationalteam.

## Karriere

### Verein
Helene Herzog begann in der Jugend des HC Wien mit dem Hockeyspielen. Im Frühjahr 2016 war sie alt genug für das Damenteam und debütierte am 17. April 2016 mit 14 Jahren und 293 Tagen im Spiel gegen den Wiener AC. In den Spielen gegen den Post SV Wien und gegen HC Wiener Neudorf gelangen ihr die entscheidenden Treffer in den jeweiligen Penaltyschießen. Am Ende der Saison belegte die Damenmannschaft den 3. Tabellenplatz. In der ersten vollen Feldsaison bei den Damen (2016/17) erzielte sie zwei Treffer, musste jedoch im Frühjahr verletzungsbedingt einige Zeit pausieren. In der ersten vollen Hallensaison (2016/17) konnte Herzog mit dem HC Wien die Liga knapp halten und erzielte dabei sechs Treffer. 2018 ging sie für eine Saison nach Whangārei in Neuseeland zu der dortigen Whangarei Girls High School. Nach ihrer Rückkehr nach Wien wechselte sie zum AHTC, mit dem sie in der Saison 2018/19 österreichischer Damenmeister am Feld wurde.

### Nationalmannschaft
Seit 2016 ist Herzog für österreichische Jugendauswahlen im Einsatz. Sie nahm am EuroHockey5s Future Heroes Cup 2016 teil und wurde dabei sowohl erfolgreichste Torschützin als auch zur besten Spielerin gewählt. Im gleichen Jahr war sie Teil der österreichischen U18-Auswahl die bei der B-EM in Glasgow den 7. Platz belegte. Im Jänner 2017 wurde sie in den Kader berufen, der Österreichs U21 bei der A-Hallen EM in Wien vertrat (6. Platz).
Im September 2016 wurde sie erstmals in den Kader des österreichischen Damennationalteam berufen. Sie debütierte am 15. September 2016 im Rahmen der FIH Hockey World League/2016–2017 in Douai im Spiel gegen Frankreich im Alter von 15 Jahren und 80 Tagen.
Im Juli 2017 führte sie das U16w-Nationalteam als Kapitänin zum Titel in der erstmals ausgetragenen Hockey5s EM in Wattignies. Bei diesem Bewerb wurde sie auch erfolgreichste Torschützin. Damit qualifizierte sich das österreichische Team für die Olympische Jugend-Sommerspiele 2018/Hockey in Buenos Aires, wo der 6. Platz erreicht wurde.
2019 errang Herzog mit dem U21-Team den Vizeeuropameister-Titel im Hallenhockey in Tarnowskie Gory. Am Feld gelang im selben Jahr bei der Damen-B-Europameisterschaft in Glasgow der vierte Platz.

## Erfolge
- Beste Spielerin EuroHockey5s Future Heroes Cup 2016, Girls Group B Walcz
- Torschützenkönigin EuroHockey5s Future Heroes Cup 2016, Girls Group B Walcz[6]
- Einberufung als jüngstes Mitglied in die österreichische Damennationalmannschaft[7]
- Europameisterin EuroHockey 5s Girls 2017, Wattignies
- Torschützenkönigin EuroHockey 5s Girls 2017, Wattignies[8]
- Teilnahme YOG Buenos Aires 2018 (6. Platz)
- Vizeeuropameisterin Hallenhockey U21, Tarnowskie Gory[9]
- Österreichische Meisterin am Feld mit dem AHTC 2019